# Greg J. Holbrock
Greg John Holbrock (* 21. Juni 1906 in Hamilton, Ohio; † 4. September 1992 ebenda) war ein US-amerikanischer Politiker. Zwischen 1941 und 1943 vertrat er den Bundesstaat Ohio im US-Repräsentantenhaus.

## Werdegang
Greg Holbrock besuchte die St. Xavier High School in Cincinnati und studierte danach an der University of Notre Dame in Indiana. Daran schloss sich bis 1928 an Philosophiestudium an der Xavier University in Cincinnati an. Nach einem anschließenden Jurastudium an der University of Cincinnati und seiner 1932 erfolgten Zulassung als Rechtsanwalt begann er in diesem Beruf zu arbeiten. Gleichzeitig schlug er als Mitglied der Demokratischen Partei eine politische Laufbahn ein.
Bei den Kongresswahlen des Jahres 1940 wurde Holbrock im dritten Wahlbezirk von Ohio in das US-Repräsentantenhaus in Washington, D.C. gewählt, wo er am 3. Januar 1941 die Nachfolge des Republikaners Harry N. Routzohn antrat. Da er im Jahr 1942 nicht bestätigt wurde, konnte er bis zum 3. Januar 1943 nur eine Legislaturperiode im Kongress absolvieren. Diese war von den Ereignissen des Zweiten Weltkrieges geprägt.
Nach seiner Zeit im US-Repräsentantenhaus diente Greg Holbrock zwischen 1943 und 1946 in der US Navy. In den Jahren 1948 und 1960 nahm er als Delegierter an den jeweiligen Democratic National Conventions teil, auf denen Harry S. Truman und später John F. Kennedy als Präsidentschaftskandidaten nominiert wurden. Von 1950 bis 1966 war er Bezirksvorsitzender der Demokraten im Butler County. Er starb am 4. September 1992 in seiner Heimatstadt Hamilton, wo er auch beigesetzt wurde.